# 고리콥스카야역 (상트페테르부르크 지하철)
고리콥스카야역(러시아어: Горьковская)은 러시아 상트페테르부르크 시에 있는 상트페테르부르크 지하철 모스콥스코 페트로그라츠카야 선의 역이다. 1963년 7월 1일에 개통되었다. 역명은 막심 고리키 광장에서 유래되었고, 역사는 작가에 대한 공물로 설계되었다.
지상 역사는 카메노오스트롭스키 프로스펙트와 크론베르크스키 프로스펙트 사이의 교차점 상에 위치한다. 역사는 융단폭격 중 직접적인 충격을 견딜 수 있도록 설계되었다.
이 역은 2008년 10월 14개월 동안 재건축을 위해 폐쇄되었고, 당초 계획대로 2009년 12월에 재개장하였다.

## 랜드마크
고리콥스카야 역 근처에는 페트로파블롭스크 요새뿐만 아니라 상트페테르부르크 모스크 그리고 레닌그라드 동물원이 위치하고 있다.

## 사진

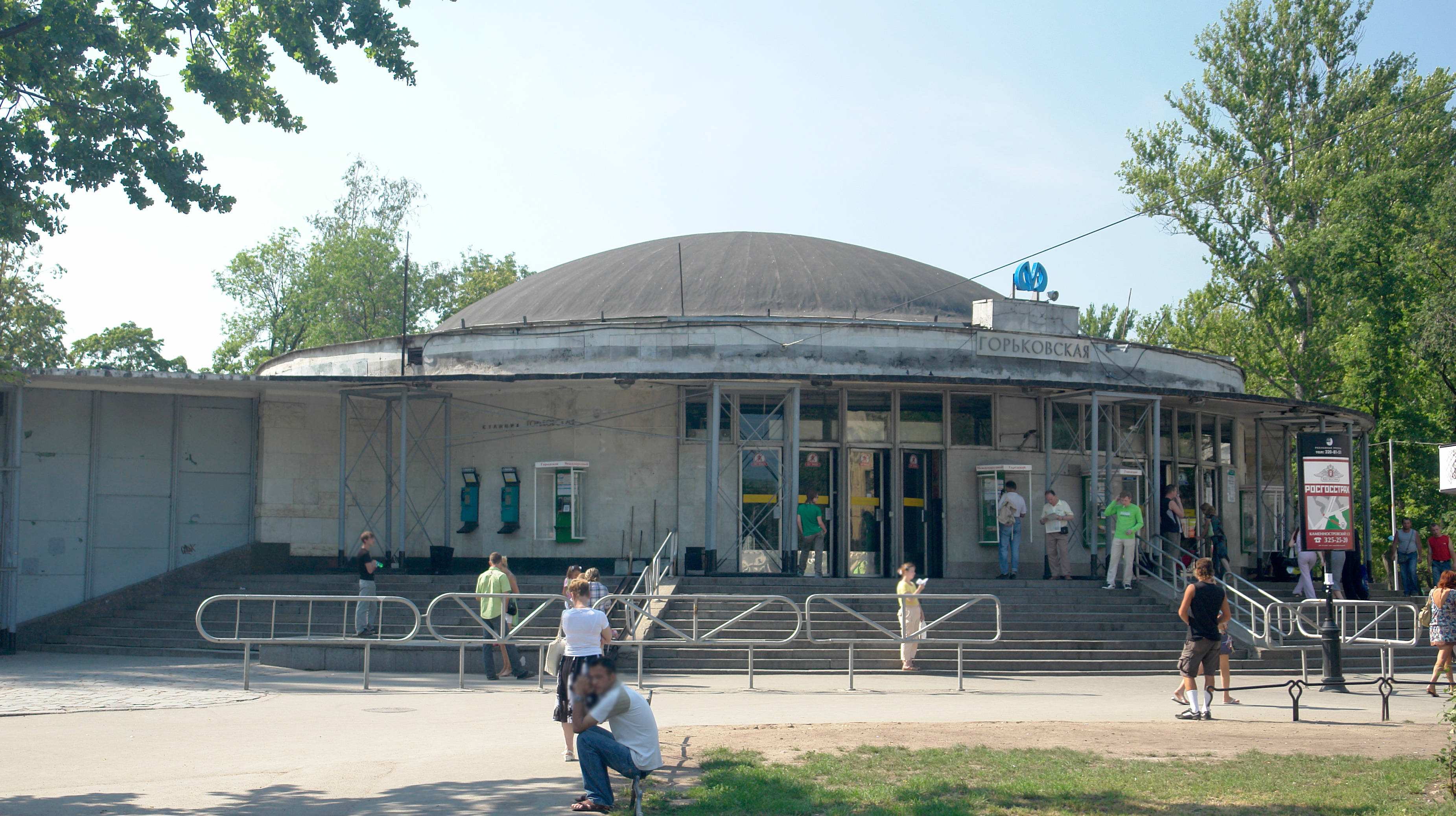
구역사 출입구 (2007년)
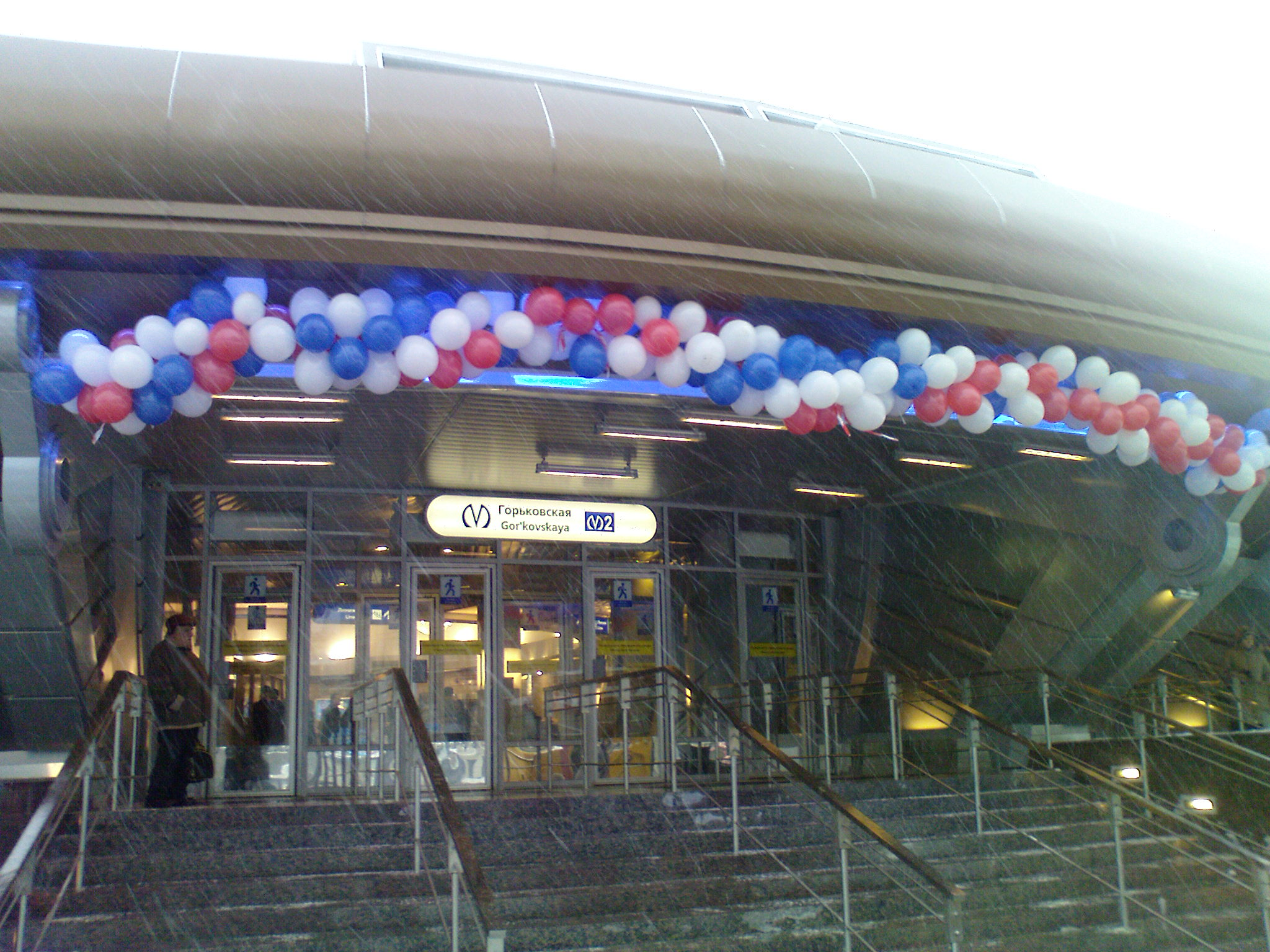
수리가 완료된 직후의 역사 (2009년 12월)
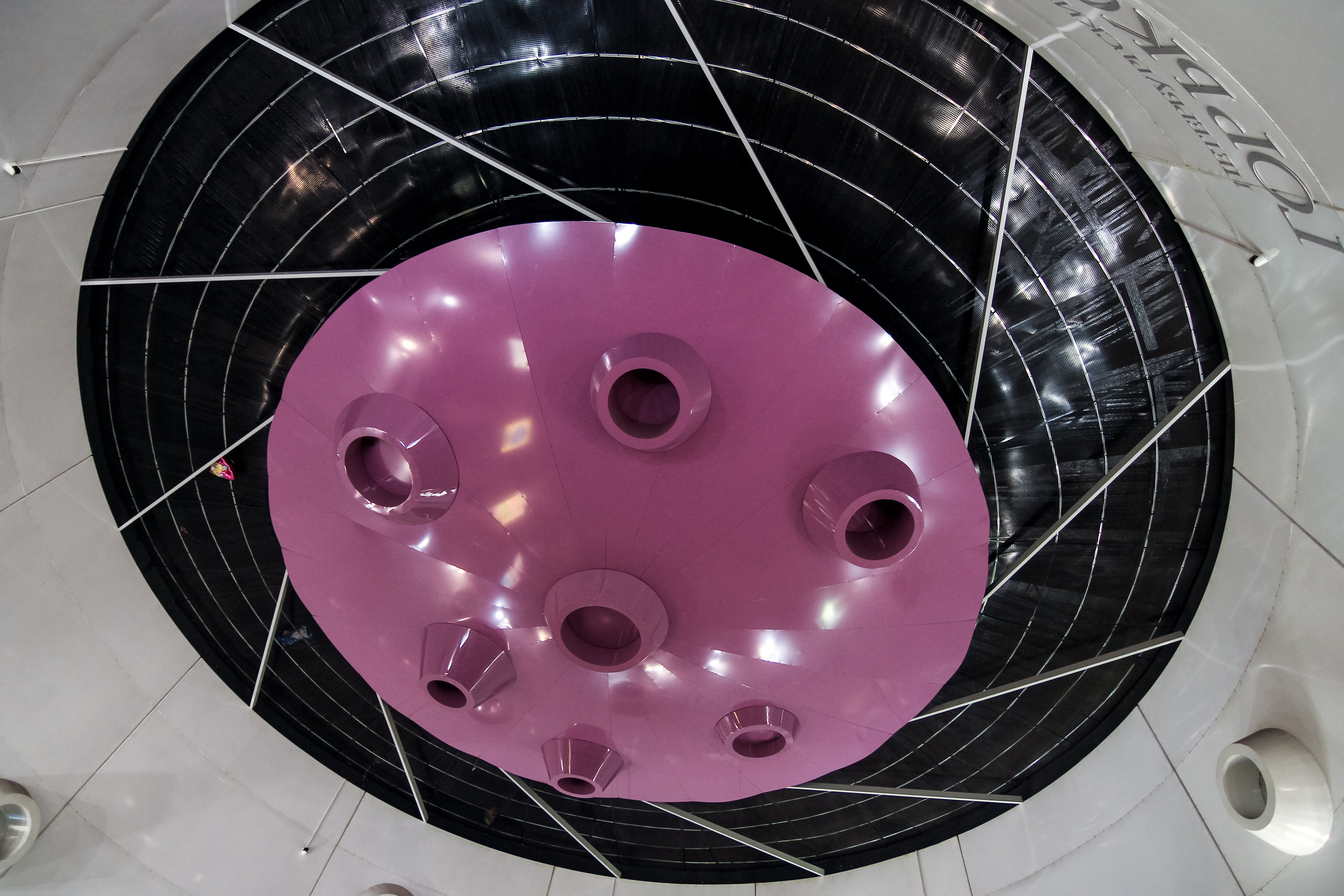
역 내 조형물
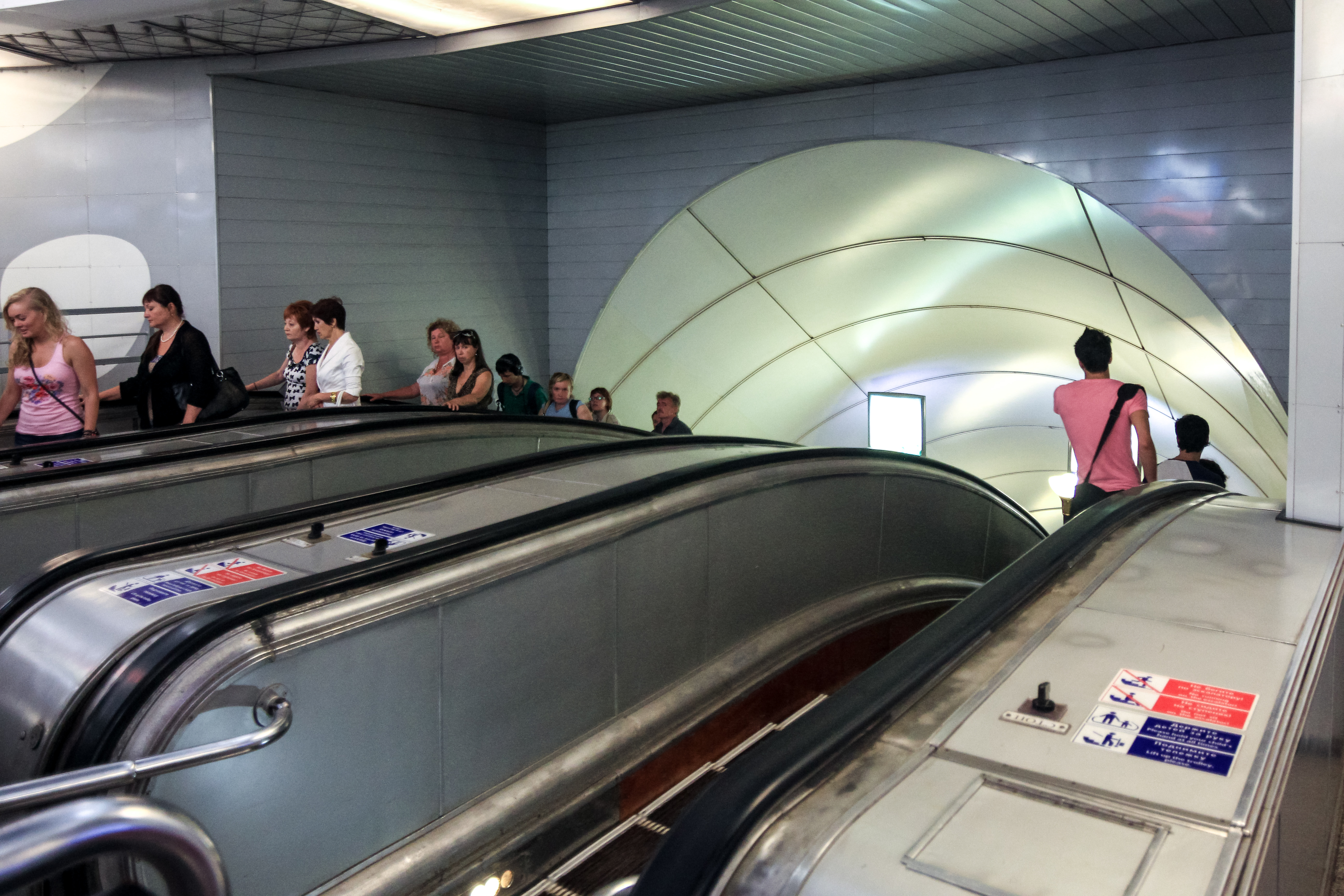
에스컬레이터